# Ceng Pchej-jen
Ceng Pchej-jen (čínsky pchin-jinem Zēng Péiyán, znaky 曾培炎; * 1. prosince 1938) je bývalý čínský komunistický politik, původně elektroinženýr se vypracoval na náměstka ředitele společnosti a po dvou letech v diplomatických službách roku 1984 přešel do politiky na místo vedoucího oddělení na ministerstvu elektronického průmyslu, od roku 1987 náměstka ministra elektronického průmyslu, pak náměstka ministra strojírenství a elektronického průmyslu (1988–19992) a místopředsedy Státní plánovací komise (1992–1998). Poté byl členem vlády jako předseda Státní komise pro plánování a rozvoj (1998–2003) a místopředseda státní rady (vlády, 2003–2008). Současně působil ve vedení Komunistické strany Číny jako kandidát (1992–1997) a člen (1997–2007) ústředního výboru a člen politbyra (2002–2007).

## Život
Ceng Pchej-jen se narodil 1. prosince 1938 v Šao-singu v provincii Če-ťiang. Absolvoval fakultu radioelektroniky univerzity čhing-chua, kde studoval v letech 1956–1962. Poté pracoval v Šanghajském institutu elektrospotřebičů, továrně na spínače a usměrňovače v Si-anu a elektroinstitutu tamtéž naposled jako zástupce ředitele. Roku 1978 vstoupil do Komunistické strany Číny.
V letech 1982–1984 pracoval v obchodním úseku čínského velvyslanectví ve Spojených státech amerických. Roku 1984 byl přeložen na ministerstvo elektronického průmyslu na místo vedoucího kanceláře ministerstva, vedoucího oddělení plánování a výstavby a náměstka ministra (1987–1988). V letech 1988–1992 byl náměstkem ministra strojírenství a elektronického průmyslu. Od roku 1992 působil jako místopředseda Státní plánovací komise. Na XIV. sjezdu KS Číny v říjnu 1992 byl zvolen kandidátem ústředního výboru, na XV. sjezdu KS Číny v září 1997 postoupil mezi členy ústředního výboru (znovuzvolen 2002).
Od března 1998 do března 2003 byl členem vlády jako předseda Státní komise pro plánování a rozvoj. Na XVI. sjezdu KS Číny v listopadu 2002 byl zvolen členem politbyra a ve vládě jmenované v březnu 2003 povýšil na místopředsedu státní rady (vlády).
Na XVII. sjezdu v říjnu 2007 již nekandidoval do vedení strany a po uplynutí funkčního období vlády v březnu 2003 odešel i z vlády a politiky.
Od roku 2008 vykonával funkci předsedy správní rady Čínského centra pro mezinárodní ekonomické výměny. Od roku 2009 je členem mezinárodního poradního sboru Čínské investiční společnosti.